# Comando Naval
O Comando Naval (CN ou ComNav) MHIH é o comando de componente naval das Forças Armadas Portuguesas, funcionando como comando operacional da Marinha Portuguesa. É chefiado por um vice-almirante com a designação de "comandante naval", o qual está diretamente subordinado ao almirante Chefe do Estado-Maior da Armada.

## Missão
O Comando Naval tem por missão apoiar o exercício do comando por parte do Chefe do Estado-Maior da Armada, tendo em vista:
1. a preparação, o aprontamento e a sustentação das forças e meios da componente operacional do sistema de forças da Marinha Portuguesa;
2. o cumprimento das missões particulares aprovadas, de missões reguladas por legislação própria e de outras missões de natureza operacional que sejam atribuídas à Marinha;
3. a articulação funcional permanente com o Comando Operacional Conjunto das Forças Armadas Portuguesas, incluindo as tarefas de coordenação administrativo-logísticas, sem prejuízo das competências próprias do Chefe do Estado-Maior da Armada.

## Organização
Do Comando Naval dependem:
Flotilha, a qual integra:
- Esquadrilha de Escoltas Oceânicas,
- Esquadrilha de Navios Patrulhas,
- Esquadrilha de Submarinos,
- Esquadrilha de Helicópteros;
Comando do Corpo de Fuzileiros, o qual integra:
- Base de Fuzileiros,
- Escola de Fuzileiros,
Comandos de zona marítima:
- Comando de Zona Marítima do Norte,
- Comando de Zona Marítima do Centro,
- Comando de Zona Marítima do Sul,
- Comando de Zona Marítima dos Açores,
- Comando de Zona Marítima da Madeira;
Forças e Unidades Navais:
- Forças navais,
- Forças de fuzileiros;
Unidades Operacionais:
- Unidades navais operacionais,
- Unidades operacionais de fuzileiros;
Base Naval de Lisboa
Centro de Instrução de Tática Naval (CITAN)

## História
O atual Comando Naval foi criado pelo Decreto n.º 41 988 de 3 de dezembro de 1958, como Comando Naval do Continente. Este, por sua vez, sucedeu parcialmente à então extinta Força Naval da Metrópole, que havia sido criada em 1939. Competia ao Comando Naval do Continente o comando das operações navais na Área Operacional do Continente e a defesa marítima do território de Portugal Continental. Como força operacional subordinada a este Comando, foi criada a Força Naval do Continente onde foram integradas as flotilhas e unidades navais da anterior Força Naval da Metrópole. De observar que, de acordo com a organização da Marinha de então, foram criados vários outros comandos navais, cada um a cargo de uma área operacional distinta, nomeadamente os comandos navais de Angola e de Moçambique em 1957, dos Açores, de Cabo Verde e de Goa em 1958 e da Madeira em 1976.
Através do Decreto-Lei n.º 49/93 de 26 de fevereiro (Lei Orgânica da Marinha de 1993), o Comando Naval do Continente passou a ser o único comando operacional da Marinha, designando-se agora simplesmente "Comando Naval".
O Comando Naval foi feito Membro-Honorário da Ordem do Infante D. Henrique a 20 de Junho de 2005.